# Calella
Calella är en kust- och turiststad i provinsen Barcelona, Katalonien, Spanien som ligger vid Medelhavet, drygt 5 mil norr om Barcelona stad.